# 1964년 동계 올림픽 덴마크 선수단
1964년 동계 올림픽 덴마크 선수단은 오스트리아 인스브루크에서 개최된 1964년 동계 올림픽에 참가한 올림픽 덴마크 선수단이다. 총 두 명의 선수가 두 개의 종목에 참가하였으나 메달 획득에는 실패하였다.

## 크로스컨트리 스키
남자
| 종목 | 선수        | 기록      | 기록 |
| 종목 | 선수        | 시간      | 순위 |
| ---- | ----------- | --------- | ---- |
| 15km | 스벤 카를슨 | 1'00:20.7 | 57위 |
| 30km | 스벤 카를슨 | 1'46:35.9 | 53위 |

## 스피드스케이팅
남자
| 종목    | 선수          | 기록    | 기록 |
| 종목    | 선수          | 시간    | 순위 |
| ------- | ------------- | ------- | ---- |
| 1500m   | 쿠르트 스틸레 | 2:17.4  | 30위 |
| 5000m   | 쿠르트 스틸레 | 7:56.1  | 12위 |
| 10,000m | 쿠르트 스틸레 | 16:38.3 | 9위  |

## 참조
- 올림픽 공식 결과 보관됨 2012-02-04 - 웨이백 머신